# Općina Žalec
Općina Žalec (slo.:Občina Žalec) je općina u središnjoj Sloveniji u pokrajini Štajerskoj i statističkoj regiji Savinjskoj. Središte općine je naselje Žalec s 4.919 stanovnika.

## Zemljopis
Općina Žalec nalazi se u središnjem dijelu Slovenije, u južnoj Štajerskoj. Općina obuhvaća središnji dio Celjske kotline. Južni i sjeverni dio općine je brdskog karaktera.
U općini vlada umjereno kontinentalna klima. Najvažniji vodotok u općini je rijeka Savinja. Svi ostali vodotoci su mali i njihovi su pritoci.

## Naselja u općini
Arja vas, Brnica, Dobriša vas, Drešinja vas, Galicija, Gotovlje, Griže, Hramše, Kale, Kasaze, Levec, Liboje, Ložnica pri Žalcu, Mala Pirešica, Migojnice, Novo Celje, Pernovo, Petrovče, Podkraj, Podlog v Savinjski Dolini, Podvin, Pongrac, Ponikva pri Žalcu, Ruše, Spodnje Grušovlje, Spodnje Roje, Studence, Šempeter v Savinjski dolini, Velika Pirešica, Vrbje, Zabukovica, Zalog pri Šempetru, Zaloška Gorica, Zavrh pri Galiciji, Zgornje Grušovlje, Zgornje Roje, Žalec, Železno

## Vanjske poveznice
- Službena stranica općine